# Gustave de Jonghe
Auguste de Jonghe d'Ardoye, né à Gand le 30 juin 1785 et mort à Uccle le 20 avril 1846, est un homme politique belge.

## Fonctions et mandats
- Membre du Sénat belge : 1834-1845

## Sources
- Carl BEYAERT, Le congrès national. Biographies des membres du congrès national et du gouvernement provisoire, 1830-1831, Brussel, Van Oest, 1930, 53.
- Jean-Luc DE PAEPE en Christiane RAINDORF-GERARD, Le Parlement belge 1831-1894. Données biographiques, Brussel, Académie royale des sciences, des lettres et des beaux-arts de Belgique, 1996, 146.